# ヒヴァ・ハン国

ヒヴァ・ハン国
خورزم دولتی

ヒヴァ・ハン国の領域（1600年）

ヒヴァ・ハン国の国旗(1917年)

ヒヴァ・ハン国（ヒヴァ・ハンこく、ウズベク語: خورزم دولتی、ラテン文字転写: Xiva Xonligi、キリル文字転写: Хива хонлиги）は、1512年から1920年にかけて、アムダリヤの下流及び中流地域に栄えたテュルク系イスラム王朝。シャイバーニー朝、シビル・ハン国と同じくジョチ・ウルスのシバン家に属する王朝である。建国当初はクフナ・ウルゲンチ（旧ウルゲンチ）を首都としていたが、17世紀前半からヒヴァに遷都し、遷都後の首都の名前に由来する「ヒヴァ・ハン国」の名称で呼ばれる。クフナ・ウルゲンチを首都に定めていた政権は「ウルゲンチ・ハン国」と呼ばれることもある。

## 歴史

### チンギス裔の王朝
ヒヴァ・ハン国の建国者イルバルスは、ウズベク国家のブハラ・ハン国（シャイバーニー朝）の創始者アブル＝ハイルと別の家系に属する。イルバルスの一族はアブル＝ハイル家と敵対関係にあり、1500年にシャイバーニー朝のハンに即位したムハンマド・シャイバーニー・ハンの遠征事業にもイルバルスの一族は参加しなかった。
1510年にシャイバーニー・ハンがサファヴィー朝との戦闘で敗死したとき、シャイバーニー朝が領有していたホラズム地方はサファヴィー朝の支配下に入った。この時にホラズムの住民はイルバルスと彼の兄弟であるバイバルスを呼び、サファヴィー朝からの解放を願い出た。1512年にイルバルスは、サファヴィー朝に一時奪われていたホラズム地方を奪回し、麾下のウズベク諸部族を中核として、トルクメン系遊牧民、オアシス都市のイラン系、テュルク系の定住民を支配下に置き、王朝を樹立した。しかし、ホラズム地方で定住生活を営んでいたイラン系の住民はサファヴィー朝の支配を支持し、しばらくの間イルバルスに抵抗していた。1559年にヒヴァとブハラの使節がモスクワを訪れ、ウズベク国家とロシアの交流が始まった。ロシアからは中央アジアのロシア人奴隷を買い戻す使者が送られ、ヒヴァのハンはロシアに武器・鉛・鷹を求めた。
17世紀前半にはカザフやオイラト（カルムィク）といった遊牧民の侵入と王室の内訌に苦しみ、イランの王朝やブハラ・ハン国との抗争で内情は不安定な状態に置かれていた。1593年（1594年）にホラズム地方はブハラ・ハン国によって一時的に占領される。
また、1570年代にアムダリヤの水路の変化によって首都のクフナ・ウルゲンチは衰退し、アラブ・ムハンマド（在位1603年 - 1621年）の治世の初期にウルゲンチはコサックから略奪を受けた。アラブ・ムハンマドの治世の末期にヒヴァに遷都された。1621年、アラブ・ムハンマドは子のハバシュとイルバルスによって廃位される。イルバルスは追放され、トルクメン人から支持を受けた王子イスファンディヤールが即位するが、イスファンディヤールはハン位をうかがう兄弟と戦わなければならなかった。
17世紀半ばに即位したアブル＝ガーズィー（在位：1644年 - 1663年）、アヌーシャ（在位：1663年 - 1685年）親子の治世にハンの権力は強化され、積極的な灌漑事業、都市建設、軍事遠征が実施された。1643年に即位したアブル＝ガーズィーは1645年に国内のトルクメンを虐殺し、彼らに代わってウズベク族出身のアミール（軍事貴族）を要職につけて国内を安定させる。アブル＝ガーズィーは内紛で混乱するブハラ・ハン国に7回の遠征を行い、ロシアなどの近隣の国家と通交した。1646年/47年に荒廃したウルゲンチの住民のために新たなウルゲンチが建設され、アヌーシャの在位中にはハン国内部にベシュ・カラと呼ばれる灌漑網が整備される。二人の在位中にハン国南部に建設されたウルゲンチなどの都市と運河は19世紀以降も主要都市、幹線運河の地位を保ち続ける。アブル＝ガーズィー、アヌーシャの軍事遠征に疲弊したアミールたちはアヌーシャを廃位し、その後およそ30年の間に10人以上の王族がハンが即位するが、王族の出自は一部の人物を除いて不明な点が多い。

### 18世紀
18世紀には遊牧民の侵入、王家の内紛に加えて、ウズベクとトルクメンの対立とロシアの介入がハン国を苦しめた。ヨムド部族をはじめとするトルクメン人の略奪によって、ハン国の領土は荒廃する。
1714年からロシア帝国のピョートル1世の命令を受けたチェルケス人将校ベコヴィチ・チェルカスキー（デヴレト・ギレイ）が、中央アジアのカスピ海東岸地域を調査し、現地に要塞を建設していた。1717年にベコヴィチがヒヴァ遠征を行った際、当時のハン・シール・ガーズィーはベコヴィチを欺いてロシア軍を壊滅させ、彼を殺害した。1720年にシール・ガーズィーはロシアに謝罪の使者を送るが、使者はサンクトペテルブルクの牢に幽閉され、獄死した。
1728年に、創始者のイルバルスとは別の家系の出身であるカザフ族のイルバルス2世がハンに選出される。1720年代末からイランで台頭したアフシャール朝のナーディル・シャーの攻撃に対して、ブハラとは反対にヒヴァは激しく抗戦した。1736年にアフシャール朝の王子レザー・クリーが中央アジアに侵入すると、イルバルス2世はブハラの軍と連合して勝利を収める。ブハラがナーディル・シャーに降伏した後、ヒヴァの宮廷に降伏を勧告する使者が送られると、イルバルス2世は使者を処刑して拒絶の意思を示した。しかし、1740年にヒヴァはナーディル・シャーに占領され、イルバルス2世は処刑された。1740年から1747年までの間、ハン国はアフシャール朝に従属する。
18世紀後半に入ったころのハン国は領内が荒廃しており、ヒヴァの建造物は廃墟となって住民の数は減少した。カザフ出身のハン・カイプは王権を回復するために実権を握っていたアミールのアタリク・フラズ・ベクと、彼の出身部族であるマンギト部の人間を処刑した。しかし、課税に反発したハン国の住民が暴動を起こしたため、カイプはカザフスタンに逃亡した。新たにハンとなったカイプの兄弟カラバイは、ブハラ・ハン国の仲裁によって、1757年（1758年）にブハラの傀儡であるテムル・ガーズィーをハンとすることで反乱者と和解した。
1763年からは、コンギラト族出身のイナク（宰相）のムハンマド・アミーンが実権を握った。1770年にヒヴァの町はヨムド部族によって占領・略奪され、さらにハン国南部で発生した飢饉のために住民はブハラ方面に移住する。同1770年にムハンマド・アミーンはブハラに亡命し、ブハラのダーニヤール・ビーの支援を受けてヨムド部族からヒヴァを奪回した国政を掌握したムハンマド・アミーンは自らハン位に就かず、傀儡のハンを立てて他のアミールと争った。ヒヴァの歴史家たちは、ムハンマド・アミーンの勝利がハン国の復興の転機となったと考えた。

### イナク朝

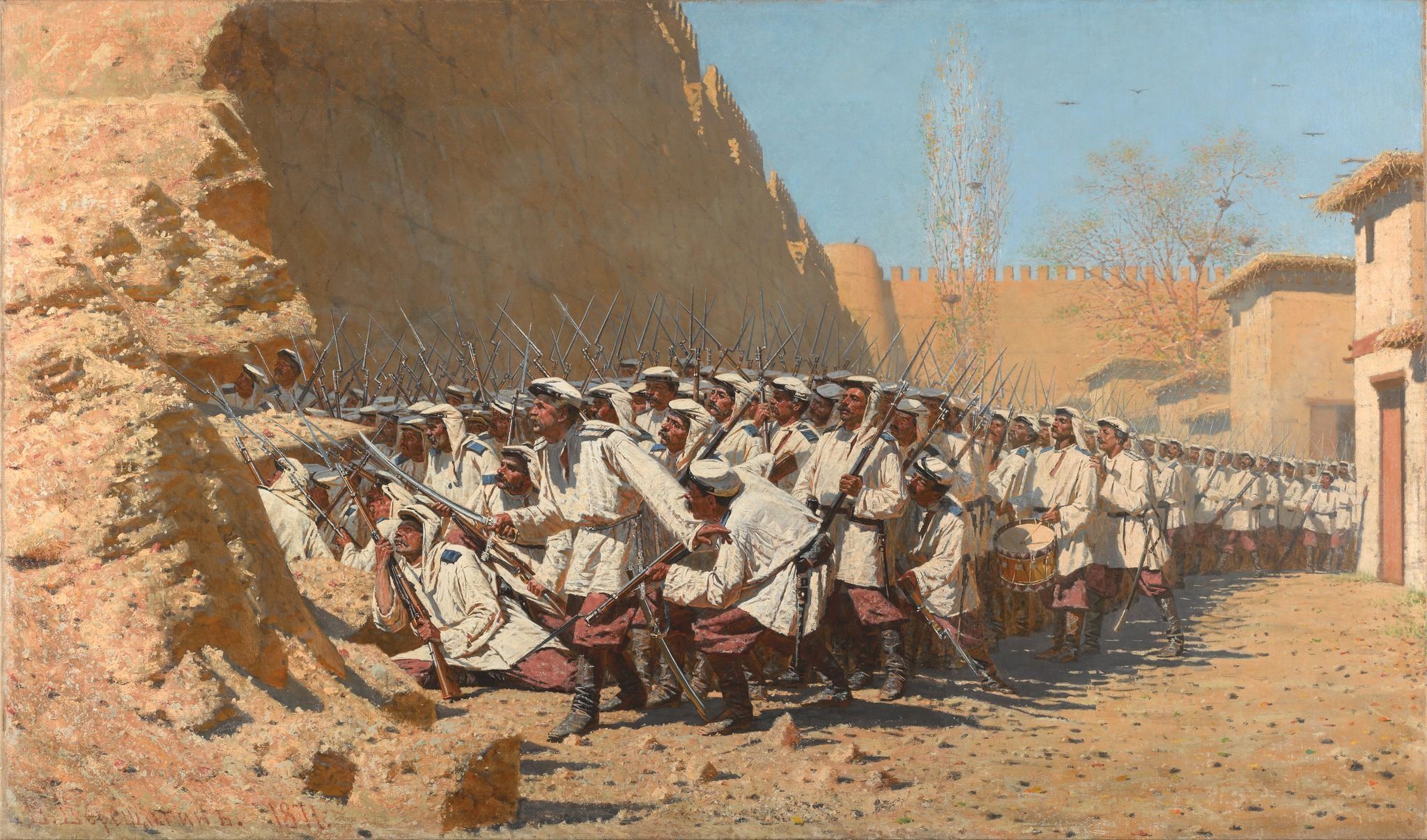
ロシアの画家ヴァシーリー・ヴェレシチャーギンが描いた、1873年のヒヴァ攻撃

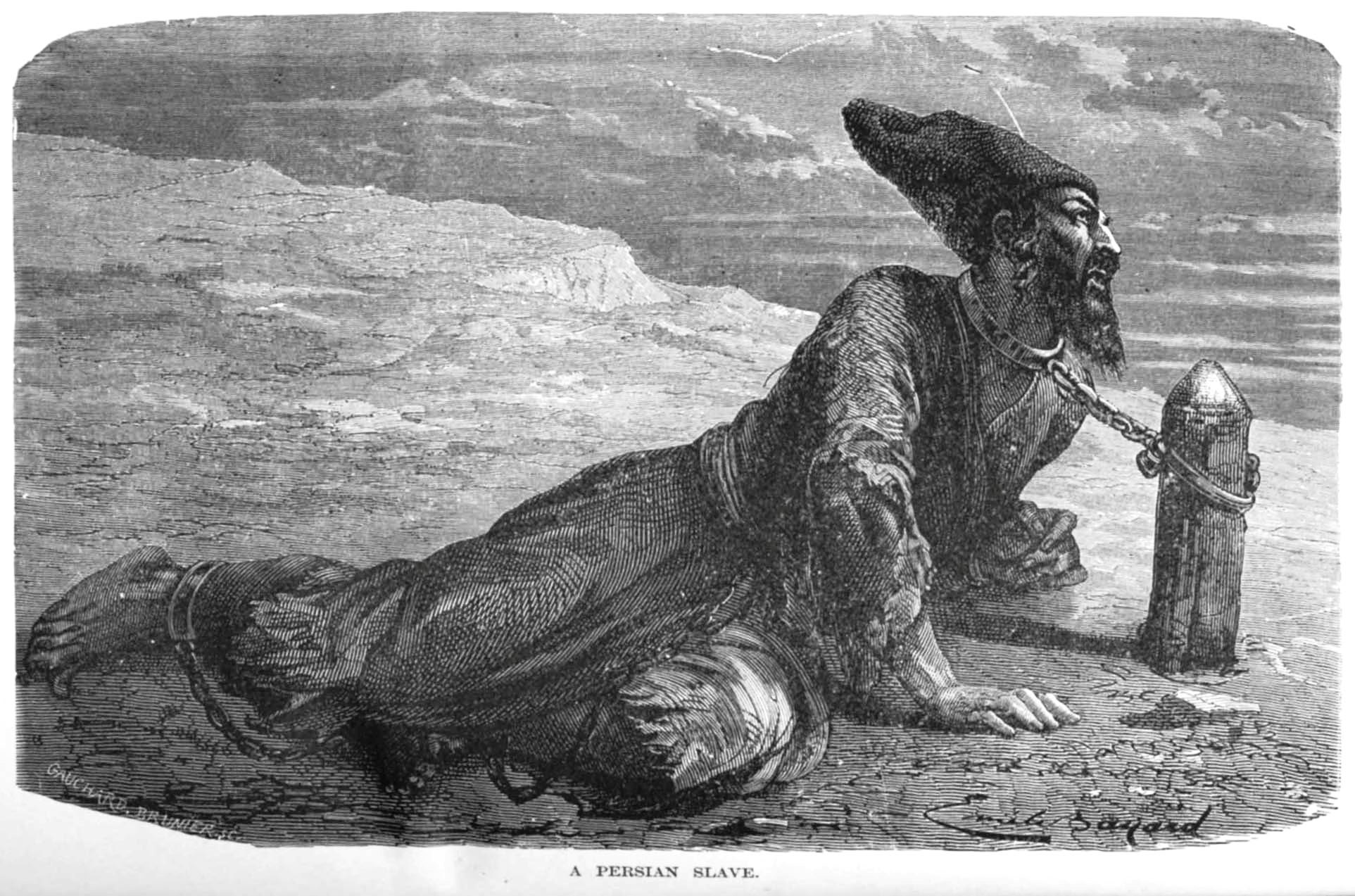
ヒヴァのイラン人奴隷

ハン国の実権を握るイナクたちは北方に居住するチンギス・ハーンの子孫を代々傀儡のハンとして擁立した。が、1804年にムハンマド・アミーンの孫イルテュゼル（イルタザル）はアブル・ガーズィー5世を廃位し、チンギス裔をハンとしないイナク朝を創始した。イルテュゼルの簒奪に反対したウイグル族の長アタリク・ベク・プラドは殺害され、アタリクの一族はブハラに亡命する。イルテュゼルに対するウイグルの抵抗は、次代のムハンマド・ラヒームの治世まで続いた。
1806年にイルテュゼルがブハラとの抗争で戦死すると、彼の弟のムハンマド・ラヒームが跡を継いだ。ムハンマド・ラヒームはアブル・ガーズィー5世を復位させるが、1806年末に再び彼を廃位し、あらためてハンとなった。ムハンマド・ラヒームはカラカルパク人を服属させ、ホラーサーン遠征を成功させた。1821年にブハラとの戦争が再開され、1825年に結ばれた和議ではヒヴァのトルクメニア支配が強化された。次代のアッラーフ・クリの時代にも領土の拡張は続いた。18世紀半ばまでヒヴァ、ブハラ、イランのカージャール朝がトルクメニアの支配権を巡って争い、現地のトルクメンは状況に応じて同盟者を変えた。
ブハラやトルクメンとの抗争で国力は衰退し、軍事力を背景としたロシア帝国からの要求に従わざるをえなくなった。1868年のブハラのロシアへの降伏はハン国全体にロシアに対する警戒心を引き起こし、1870年にハン国からロシアへの穀物の輸出が禁止された。1873年にハン国はコンスタンティン・フォン・カウフマンが率いるロシア軍の攻撃を受け（ヒヴァ戦争）、ヒヴァは陥落する。ハンのムハンマド・ラヒームは陥落前にヒヴァから脱出しており、7年間幽閉されていたムハンマドの兄弟アタジャーンがヒヴァの人間によってハンに擁立されていた。カウフマンはアタジャーンをハンとすることを認めず、ムハンマドを召還してハンの地位を返還した。
南下政策に対するイギリスの批判を抑えるとともに現地のムスリムの反乱を防ごうとするロシアの思惑によりハン国は保護国とされ、領土を縮小された。ムハンマドとカウフマンの会見は1873年6月2日から開始され、同年8月12日にハン国をロシアの保護国とする条約が締結された。ハン国は保護国化とともに2,200,000ルーブルという巨額の賠償金、外交権の放棄、ロシア船舶のアムダリヤの優先通行権という条件を呑まなければならなかった。また、ヒヴァはブハラと同様に奴隷制度が廃止され、40,000人におよぶイラン人の捕虜が解放された。奴隷制度の廃止と共に、長らく行われてきた酷刑も廃止された。国の行政はロシアの司令官の管理下に置かれ、外政はトルキスタン総督府とサンクトペテルブルクの外務大臣を通さなければならなかった。

### 滅亡

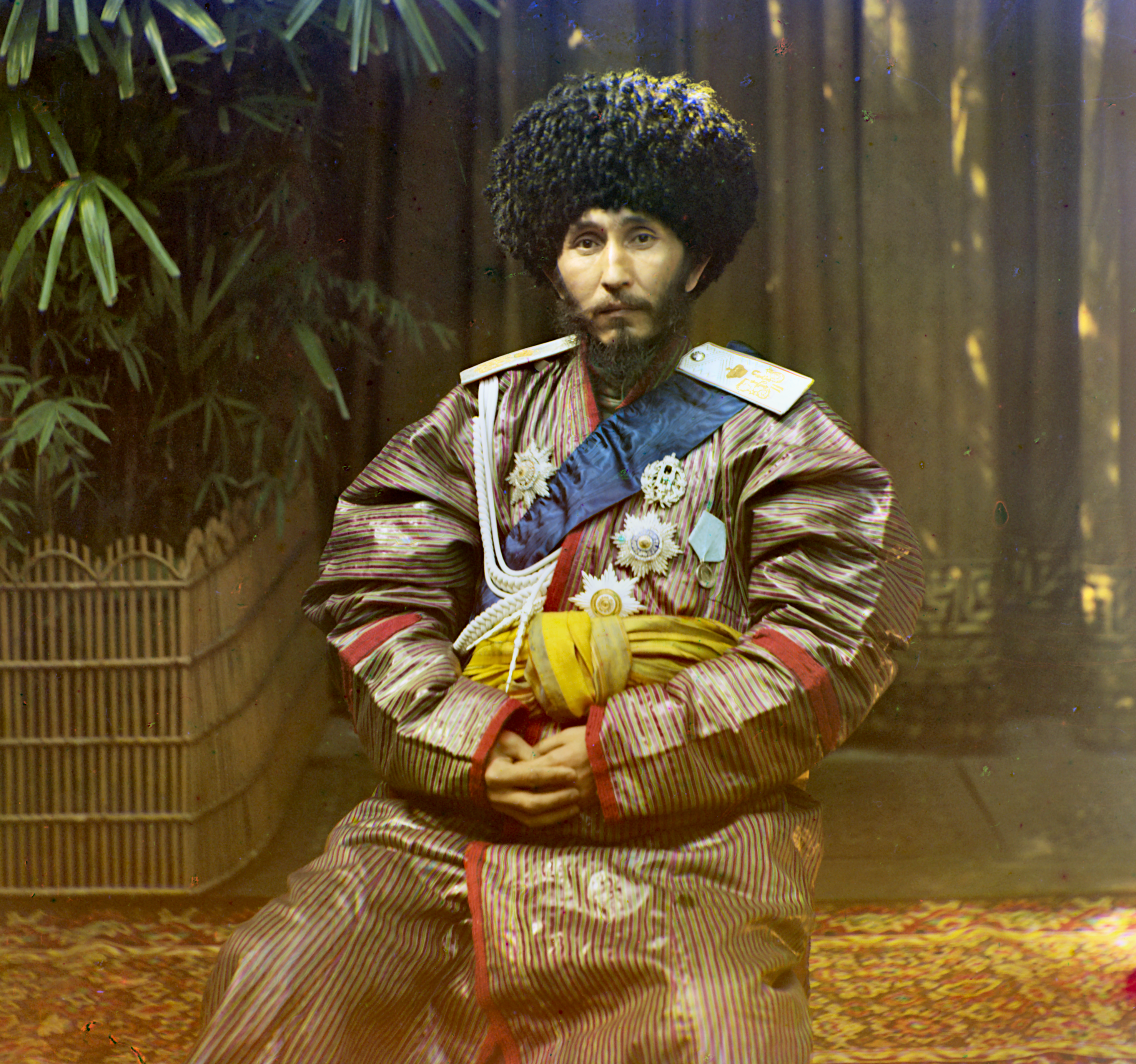
イスファンディヤル・ハン（1911年頃、セルゲイ・プロクジン＝ゴルスキー撮影）

イスファンディヤル・ハン（在位1910年 - 1918年）の時代には大臣のイスラーム・ホジャがロシアを規範とした近代化政策を進め、郵便局、学校、病院を建設するが、彼の人望を恐れたハンと聖職者によって処刑される。中央アジアでジャディード運動が展開する中、ヒヴァでは「青年ヒヴァ人」を称する知識人たちがジャディード運動を展開し、ロシアの保護下で維持されていた旧来の王政の改革、政治改革に先立つ教育制度の改革を主張した。しかし、1907年からのロシア第一革命の反動期に中央アジアのムスリム民族運動に圧力がかけられる。
1916年初頭にトルクメン人のジュナイド・ハンによってヒヴァが占領され、イスファンディヤルはロシア軍の力を借りてトルクメン人を追放した。1917年の2月革命によって帝政ロシアが打倒されると、青年ヒヴァ人は後ろ盾を失ったハンに対して議会の設置を要求した。ヒヴァ政府と青年ヒヴァ人の交渉の結果、同年4月5日にイスファンディヤルは立憲君主制の宣言に調印し、30人から50人の議員で構成されるメジリス（議会）の設置に同意したが、夏には青年ヒヴァ人の指導者層が逮捕され、イスファンディヤルは権力を奪回する。1918年1月にイスファンディヤルはジュナイド・ハンをヒヴァに呼び戻して司令官に任命し、トルクメンの軍事力を背景にボリシェビキに対抗しようと試みるが、同年9月にイスファンディヤルは暗殺され、ヒヴァではジュナイド・ハンによる独裁政治が敷かれる。ジュナイド・ハンにより、サイード・アブドゥッラー・ハン（在位1918年 - 1920年）が擁立されたが事実上ジュナイドの傀儡であった。ジュナイド・ハンによってメジリスは解散され、青年ヒヴァ人の指導者は逮捕・処刑されたが、ジャディードたちはタシュケント、ペトロ・アレクサンドルフスク（トゥルトクル）で委員会を組織し、ヒヴァでの革命を支援した。
1919年夏にチムバイに駐屯していたカザフ騎兵隊がソビエト政権に反乱を起こしたことをきっかけにトルキスタン赤軍がペトロ・アレクサンドルフスクに進軍し、11月初頭にヒヴァ北部でトルクメン人の反乱が勃発した。1920年に赤軍とトルクメン人の攻撃に直面したジュナイド・ハンはヒヴァを放棄してカラクム砂漠に逃亡し、1月末にサイード・アブドゥッラーの入城要請に応じて赤軍がヒヴァに入城した。1920年2月2日にサイード・アブドゥッラーは退位を宣言して憲法制定会議の招集を布告し、4月にホラズム人民ソビエト共和国が成立する。しかし、革命は赤軍の介入によって引き起こされたものであり、革命の後ヒヴァのジャディートたちは権限を制約される。サイード・アブドゥッラーはチェーカーに逮捕されたのち、ウクライナのクリヴォイ・ログへ流され、1932年に没した。ジュナイド・ハンはバスマチ運動に合流し、1938年に亡くなるまで抵抗を続けた。
その後、ヒヴァ・ハン国の領域はトルクメニスタンとウズベキスタンのカラカルパク自治州に分割された。

## 社会
ヒヴァ・ハン国はスルターンの称号を帯びる王族の共有財産と見なされており、王族には所領が分割され、アミール（貴族）と軍人にはソユルガル（封土）が授与された。17世紀からはカスピ海東岸部に居住するトルクメン人のホラズム地方への移住が本格化し、各地の王族は彼らの取り込みを試みている。16世紀から17世紀にかけてのハン国ではアミールやスーフィー教団のシャイフ（宗教的指導者）の影響力が強く、歴史を通して王権は概ね弱かったが、中にはアブル＝ガーズィーのように内政と外政の両方で実績を残したハンもいた。ハンたちは「サイイド」（預言者ムハンマドの子孫）の称号を得るため、土着のホージャの娘と結婚し、19世紀にはハンの多くが「サイイド」を称するようになっていた。イナク朝の創始者であるイルテュゼルは自らの家系の権威を高めるため、ホージャの一族の娘を略奪して後宮に入れた。
国政においてはアミールとシャイフが強い影響力を有しており、文官は彼らに次ぐ立場に置かれていた。ハンとアミール・シャイフの対立はブハラ・ハン国よりも深刻であり、17世紀のイスファンディヤールの治世には大規模なウズベクの虐殺が行われた。イスファンディヤールの次に即位したアブル＝ガーズィーは、1645年にイスファンディヤールの虐殺に加担したトルクメンの殺戮を行った。部族制の概念は同じウズベク国家であるブハラ・ハン国よりも深く根付いており、遊牧生活を営んでいた部族集団は定住生活に移行した後もなお部族単位で居住し、国内にはコンギラト、マンギト、キプチャクなどの部族集団の名前を冠した都市が存在していた。
ロシアによって保護国化された後、ハンは司法権のみを認められ、行政権はディーヴァーン（評議会）が司った。ディーヴァーンは7名の議員で構成され、うち4名はトルキスタン総督が任命し、残りの3名はヒヴァで選出された貴族が占めた
。ディーヴァーンは常設の機関ではなく、ロシア軍がハン国内に駐屯している場合にのみ権限を行使できた。ディーヴァーンを務めたロシア人将校イヴァノフはハン国と総督府によって弾圧されていたトルクメンのヨムド部族を保護し、彼らをロシアに帰順させた。

## 経済
ヒヴァ・ハン国を支えていたのは農業であり、遊牧民のウズベク族がホラズム地方に根付いていた農業技法に及ぼした悪影響は小さかった。ヒヴァの農業はアムダリヤの水系に支えられ、18世紀末からホラズム地方では灌漑水路の建設と修復が行われた。
東トルキスタンの政情が安定した18世紀末より、ヒヴァ・ハン国が位置する西トルキスタンとロシアの間の通商が活性化する。一方、各地の領主が領内を通過する商人や使者に税を課したため、商業の停滞を招いたとする見方もある。主要な交易相手であるロシアからは金属製品、毛皮、西欧の製品を輸入し、織物、絨毯、手工芸品を輸出していた。ハン国内には独自に鋳造した貨幣が流通していたが、貨幣の価値は地域によって異なっていたため、経済的な安定は確保されていなかった。

## 文化

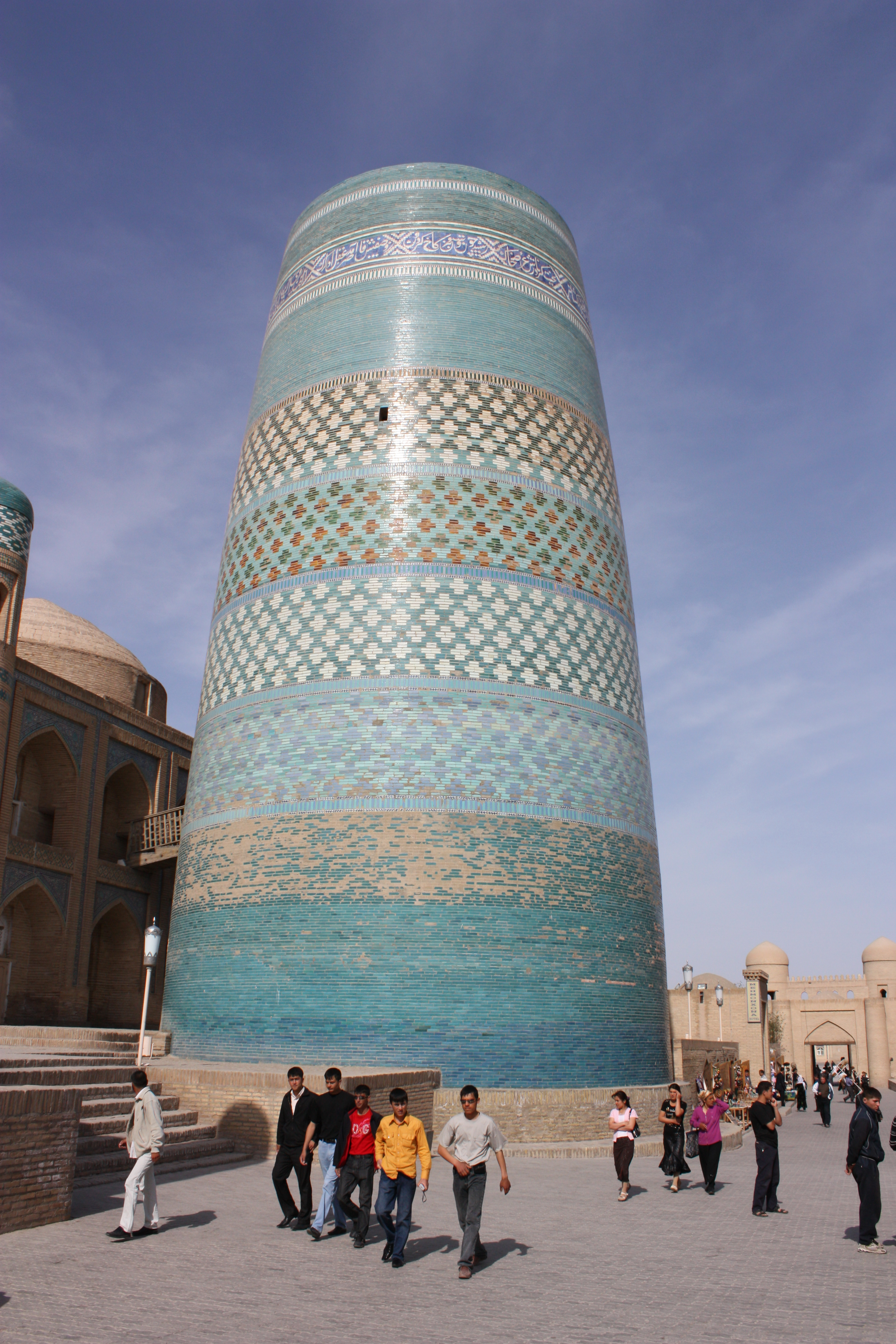
カリタ・ミノル

16世紀から18世紀の間にヒヴァ・ハン国内で建てられた施設は実用性を重視したものであり、芸術性は低いとみなされている。同時期にジャーン朝がブハラ、サマルカンドに建設した施設に比べて芸術的価値が低いとする評価もある。この時期を代表する建設物に、アヌーシャ（在位1663年 - 1685年）が建設したシャーハーバード要塞と要塞に引かれた水路などが挙げられる。1740年にナーディル・シャーによって内城（イチャン・カラ）の建設物が破壊されたが、18世紀末から19世紀にかけて多くの施設が再建された。
17世紀のヒヴァでは文芸活動は停滞しており、君主であるアブル＝ガーズィー自らが歴史書を編纂した背景には、宮廷に国史の編纂を任せられる人材の不在があった。19世紀のイナク朝の時代になると、ハン国の学芸に発達が見られる。王朝の創始者であるイルテュゼルは若年の文人シール・ムハンマド（ムーニス）に国史の編纂を命じた。ティムール朝の歴史家ミールホーンドの著書をペルシア語からトルコ語に訳するよう命じられたシール・ムハンマドは国史の編纂を中止するが、翻訳を終えることなく病没した。シール・ムハンマドの死後、1839年（1840年）に彼の甥であるムハンマド・リザー（アーガヒー）が編纂事業を継承し、ムハンマド・ラヒーム（在位1864年 - 1910年）の治世に至るまでの国史を書き上げた。
イナク朝時代の建築物には芸術性も備わり、ラフマーン・クリが建てたハザラスプの宮殿や、アブル＝ガーズィー・ムハンマド・アミーンのヒヴァのミナレット（カリタ・ミノル）はヨーロッパからの来訪者にも驚きを与えたと言われる。カリタ・ミノルは計画当初の予定では100m超の高さとなるはずだったが、ハンの死によって建設は中断され、高さは28mにとどまった。1852年にアブル＝ガーズィー・ムハンマド・アミーンによって建設されたマドラサは中央アジア最大の規模のマドラサであり、全盛時には100人ほどの学生が在籍していた。こうしたイナク朝期の建設事業には、他国の捕虜や強制的に連行した技術者が使役されていた。
ロシア帝国の統治下の1910年に建てられたイスラーム・ホジャのミナレットは、現代のヒヴァのシンボルとなっている。

## 歴代君主

### チンギス裔の王朝
| 代数 | 君主名                               | 在位期間                       | 先代との関係                                                                |
| ---- | ------------------------------------ | ------------------------------ | --------------------------------------------------------------------------- |
| 1    | イルバルス1世                        | 1512年 - 1517年                | 創始者。ヤーディガールの子ベルケを父に持つ。                                |
| 2    | スルターン・ハージー                 | 1518年 - 1519年                | ベルケの子バルバルスの子。イルバルス1世の甥。                               |
| 3    | ハサン・クリ                         | ? - 1524年                     | ヤーディガールの子アブレクを父に持つ。イルバルス1世の従兄弟。               |
| 4    | ブチュガ                             | ?                              | ヤーディガールの子エメネクを父に持つ。イルバルス1世の従兄弟。               |
| 5    | スフィヤーン                         | ?                              | エメネクの子。                                                              |
| 6    | アワナシュ                           | ?                              | エメネクの子。                                                              |
| 7    | カル                                 | ?                              | エメネクの子。                                                              |
| 8    | アカタイ                             | ?                              | エメネクの子。                                                              |
| 9    | ユーヌス                             | ?                              | スフィヤーンの子。                                                          |
| 10   | ドースト                             | ?                              | ブチュガの子。                                                              |
| 11   | ハージー・ムハンマド（ハージム）1世  | 1558年 - 1603年                | 8代目のハン・アカタイの子。                                                 |
| 12   | アラブ・ムハンマド                   | 1603年 - 1621年                | ハージー・ムハンマドの子。                                                  |
| 13   | ハバシュ                             | 1621年 - 1622年/23年           | アラブ・ムハンマドの子。イルバルスの対立王。                                |
| 13   | イルバルス                           | 1621年 - 1622年/23年           | アラブ・ムハンマドの子。ハバシュの対立王。                                  |
| 14   | イスファンディヤール                 | 1622年/23年 - 1641年/42年      | アラブ・ムハンマドの子。                                                    |
| 15   | アブル＝ガーズィー                   | 1644年 - 1663年                | アラブ・ムハンマドの子。                                                    |
| 16   | アヌーシャ                           | 1663年 - 1685年                | アブル＝ガーズィーの子。                                                    |
| 17   | フダーイダード                       | 1685年 - 1687年/88年           | アヌーシャの子。                                                            |
| 18   | アルン（アラング）                   | 1687年/88年 - 1694年           | アヌーシャの子。                                                            |
| 19   | チチャク                             | ? - 1694年/95年                | アルンの子。                                                                |
| 20   | カバクル                             | ? - 1696年                     | -                                                                           |
| 21   | カル・ムハンマド?                    | 1696年 - ?                     | -                                                                           |
| 22   | シャー・ニヤーズ                     | 1698年 - 1701年?               | -                                                                           |
| 23   | アルン・ムハンマド?                  | 1701年 - ?                     | -                                                                           |
| 24   | ムーサー                             | 1702年以降 - 1712年            | 前のハンと異なる家系の出身。                                                |
| 25   | ヤーディガール1世                    | 1712年 - 1713年                | アラブ・ムハンマドの兄弟の子孫。                                            |
| 26   | ハージー・ムハンマド2世              | 1714年頃                       | -                                                                           |
| 27   | イシム                               | 1713年頃 - 1714年頃            | ハージー・ムハンマド1世の兄弟の子孫。                                       |
| 28   | シール・ガーズィー                   | 1714年 - 1726年（1728年）      | イルバルス1世の子孫。                                                       |
| 29   | シャー・テムル                       | 1728年?                        | ムーサーの子。                                                              |
| 30   | サリク・アイギル（ママイ）           | 1728年                         | 前のハンと異なる家系の出身。 カザフ・ハン国出身。                           |
| 31   | バトゥル                             | 1728年                         | 前のハンと異なる家系の出身。カザフ・ハン国出身。                            |
| 32   | イルバルス2世                        | 1728年 - 1740年                | 前のハンと異なる家系の出身。カザフ・ハン国出身。                            |
| 33   | エル・ガーズィー                     | 1735年 - ?                     | シール・ガーズィーの子。                                                    |
| 34   | アブル＝ハイル                       | 1740年                         | カザフ・ハン国出身。サリク・アイギルの叔父（もしくは甥）。                  |
| 35   | ターヒル                             | 1740年 - 1741年                | -                                                                           |
| 36   | ヌラル（ヌール・アリー）             | 1741年 - 1742年?               | アブル＝ハイルの子。                                                        |
| 37   | アブル・ガーズィー2世                | 1742年 - 1747年                | イルバルス2世の子。                                                         |
| 38   | カイプ                               | 1747年 - 1757年/58年           | バトゥルの子。                                                              |
| 39   | カラバイ（アブドゥッラー）           | 1756年/57年                    | バトゥルの子。                                                              |
| 40   | テムル・ガーズィー                   | 1757年/58年 - ?                | -                                                                           |
| 41   | タウケ                               | 1763年 - 1764年                | -                                                                           |
| 42   | シャー・ガーズィー                   | 1764年 - 1767年                | アブル・ガーズィー2世の子。                                                 |
| 43   | アブル・ガーズィー3世                | 1767年 - ?                     | イルバルス1世の子孫。                                                       |
| 44   | ヌール・アリー                       | 1768年 - ?                     | 前のハンと異なる家系の出身。カザフ・ハン国出身。中ジュズのバラク・ハンの子? |
| 45   | ジャンギル                           | ?                              | カイプの子。                                                                |
| 46   | ボレケイ                             | 1769年?                        | アブル＝ハイルの孫。小ジュズのエラル・ハンの子。                            |
| 47   | アグム（アブドゥッラー）             | ?                              | アブル＝ハイルの孫。                                                        |
| 48   | アブルガズ（アブドゥル・アズィーズ） | 1756年 -                       | カイプの子。                                                                |
| 49   | アルトゥク・ガーズィー               | ?                              | アブル・ガーズィー3世の兄弟。                                               |
| 50   | アブドゥッラー                       | ?                              | 前のハンと異なる家系の出身。カラカルパク王族出身。                          |
| 51   | アグム（アブドゥッラー）             | 1770年 - 1771年 - 1772年/73年? | 47と同一人物。復位。                                                        |
| 52   | ヤーディガール2世                    | 1772年/73年 - 1775年?          | 前のハンと異なる家系の出身。カラカルパク王族出身。                          |
| 53   | アブル・ファイズ                     | ?                              | カイプの子。                                                                |
| 54   | ヤーディガール2世                    | 1778年/79年 - 1781年/82年      | 52と同一人物。復位。                                                        |
| 55   | プラド・ガーズィー                   | 1781年/82年 - 1783年/84年      | イルバルス2世の孫。                                                         |
| 56   | ヤーディガール2世                    | 1783年/84年 - 1790年           | 52,54と同一人物。復位。                                                     |
| 57   | アブル・ガーズィー4世                | 1790年 - 1802年                | アブドゥッラーの子。                                                        |
| 58   | アブル・ガーズィー5世                | 1802年 - 1804年                | ヤーディガール2世の子。1806年に一時的に復位。                               |

| 色 | 家系                                                            |
| -- | --------------------------------------------------------------- |
|    | ヤーディガールの子ベルケの子孫。創始者イルバルス1世の出身家系。 |
|    | ヤーディガールの子エメネクの子孫。                              |
|    | 8代目のハン・アカタイの子孫。                                   |
|    | 24代目のハン・ムーサーの子孫。                                  |
|    | カザフ・ハン国の王族サリク・アイギルの子孫。                    |
|    | カザフ・ハン国の王族バトゥルの子孫。                            |
|    | カザフ・ハン国の王族イルバルス2世の子孫。                       |
|    | カラカルパクの王族アブドゥッラーの子孫。                        |
|    | カラカルパクの王族ヤーディガール2世の子孫。                     |

### イナク朝
1. イルテュゼル・イナク（1804年 - 1806年）
2. ムハンマド・ラヒーム・バハドゥール（1806年 - 1825年）
3. アッラーフ・クリ・バハドゥール（1825年 - 1842年）
4. ムハンマド・ラヒーム・クリ（1842年 - 1846年）
5. アブル＝ガーズィー・ムハンマド・アミン・バハドゥール（1846年 - 1855年）
6. アブドゥッラー（1855年）
7. クトルフ・ムハンマド・ムラド・バハドゥール（1855年 - 1856年）
8. マフムード（1856年）
9. サイード・ムハンマド（1856年 - 1864年）
10. ムハンマド・ラヒーム・バハドゥール（1864年 - 1910年）
11. イスファンディヤル・ジュルジ・バハドゥール（1910年 - 1918年）
12. サイード・アブドゥッラー（1918年 - 1920年）